# Aleksandar Vuković
Aleksandar Vuković (in serbo Aлeкcaндap Bукoвић?; Banja Luka, 25 agosto 1979) è un allenatore di calcio ed ex calciatore serbo, di ruolo centrocampista, tecnico del Piast Gliwice.

## Carriera

### Club
Ha iniziato la sua carriera al Borac Banja Luka. Ancora giovane si trasferì nelle giovanili del Partizan, dove ha giocato fino al 2000. In Serbia ha giocato anche per il Teleoptik e per il Milicionar Belgrado.
Debutta in Ekstraklasa con il Legia Varsavia il 14 maggio 2004 nella vittoria casalinga per 3-1 contro il Świt Nowy Dwór Mazowiecki.
Segna l'ultimo gol con il Legia Varsavia il 5 settembre 2008 nella vittoria casalinga per 3-0 contro il ŁKS Łódź.
Gioca l'ultima partita con il Legia Varsavia il 6 dicembre 2008 nella vittoria casalinga per 3-0 contro il GKS Bełchatów.
Vuković ha acquisito la cittadinanza polacca il 13 giugno 2008, e in seguito si è trasferito all'Iraklis.
Debutta con l'Iraklis l'11 gennaio 2009 nella vittoria per 2-3 contro l'OFI Creta.
Gioca l'ultima partita con l'Iraklis il 5 aprile 2009 nel pareggio fuori casa per 1-1 contro il Thrasyvoulos.
Nel 2011 si trasferisce al Korona Kielce.
Esordisce con i nuovi compagni l'11 settembre 2009 nella vittoria fuori casa per 0-2 contro l'Odra Wodzisław Śląski.
Segna il primo gol al Korona Kielce due giornate dopo, 26 settembre 2009, nella vittoria casalinga per 3-2 contro il Piast Gliwice.

## Palmarès

### Giocatore
- Campionato jugoslavo: 1

Partizan: 1998-1999
- Campionato polacco di seconda divisione: 2

Legia Varsavia: 2001-2002, 2005-2006
- Coppa di Lega polacca: 1

Legia Varsavia: 2002
- Coppa di Polonia: 1

Legia Varsavia: 2007-2008
- Supercoppa di Polonia: 1

Legia Varsavia: 2008

### Allenatore
- Campionato polacco: 1

Legia Varsavia: 2019-2020